# Yusuf Emre Kasal
Yusuf Emre Kasal (* 20. Mai 1988 in Schweinfurt) ist ein ehemaliger deutsch-türkischer Fußballspieler und heutiger Fußballtrainer. Seit Dezember 2023 ist er Cheftrainer des FC Cosmos Koblenz.

## Spielerkarriere

### Jugend
Yusuf Emre Kasal begann mit dem Fußball in der Jugend der SG Franken 06 Sennfeld. Nach einigen Jahren wechselte er zum  1. FC Schweinfurt 05. Von dort ging er in der Winterpause der Saison 2003/04 in die Jugend des 1. FC Nürnberg, wo er in der A-Jugend-Bundesliga spielte. Von der U-17 bis zur U-20 spielte er auch in den Juniorennationalteams der Türkei.

### Seniorenbereich
Nach dem Ende seiner Jugendzeit wechselte Kasal 2007 in die erste Mannschaft des Würzburger FV, die damals in der viertklassigen Bayernliga spielte. Sein Debüt gab er am 5. September 2007, als er am dritten Spieltag, gegen den TSV Aindling, zu Beginn der zweiten Halbzeit für Sanel Bradaric eingewechselt wurde. Seinen ersten Treffer machte er am 17. November 2007, als er am 18. Spieltag, gegen den SV Heimstetten, zu Beginn der zweiten Halbzeit für Wojtek Droszcz eingewechselt wurde und in der 56. Minute den Treffer zum 1:0 markierte. Im Saisonverlauf kam er zu 13 Einsätzen. Nach nur einem Jahr verließ er wieder den Klub und wechselte in die Türkei, dem Heimatland seiner Eltern. Er heuerte beim Zweitliga-Klub Körfezspor in Körfez am Marmarameer an. Dort spielte er knapp zwei Jahre, ehe er dann von Istanbul Kartal Belediyespor verpflichtet wurde. In der Winterpause der Saison 2010/11 kehrte Kasal in seine deutsche Heimat zurück und heuerte beim damaligen Verbandsligisten VfR Mannheim an. Mit den Mannheimern stieg er in die Oberliga auf.
Zur Saison 2011/12 wechselte Kasal zum Drittligisten SSV Jahn Regensburg. Sein Pflichtspieldebüt gab er am 29. Juli 2011, als er in der 1. Runde des DFB-Pokals gegen den Bundesligisten Borussia Mönchengladbach in der 83. Minute für Thomas Kurz eingewechselt wurde. Ab dem zweiten Spieltag kam er auch in der 3. Liga als Einwechselspieler zum Einsatz. Zur Hälfte der Saison zog er sich jedoch einen Bänderanriss im Knie zu und kehrte danach in dieser Spielzeit nicht mehr ins Team zurück. Regensburg erreichte am Ende die Relegation und stieg in die 2. Bundesliga auf.
Zur Saison 2012/13 wechselte er in die türkische TFF 1. Lig zu Denizlispor. Kasal wurde von immer wiederkehrenden Verletzungen zurückgeworfen, sodass er selten zum Ligaeinsatz kam. Nach zwei Spielzeiten bei Denizlispor kehrte er in der Winterpause 2013/14 zurück nach Deutschland. Er unterschrieb einen Vertrag beim Südwest-Regionalligisten SV Waldhof Mannheim.

## Trainerkarriere

### Anfänge bei TuS Mechtersheim
In der Saison 2022/2023 bestritt Kasal seine letzte aktive Saison als Spieler beim TuS Mechtersheim. Bereits während dieser Saison übte er die Rolle des sportlichen Leiters des Vereins aus. Nach dem Ende seiner Karriere als aktiver Spieler übernahm er zusätzlich das Amt des Cheftrainers.

### Wechsel zum FC Cosmos Koblenz
Im Dezember 2023 wurde Kasal als Cheftrainer des FC Cosmos Koblenz vorgestellt. Dort sollte er als Nachfolger des zuvor entlassenen René van Eck den Abstieg aus der Oberliga Rheinland-Pfalz/Saar verhindern. Trotz einer erfolgreichen Rückrunde verpasste man den Klassenerhalt um einen Punkt und stieg in der Folge in die Fußball-Rheinlandliga ab.
In der Saison 2024/2025 blieb Kasal trotz des Abstieges Cheftrainer des Vereins. Nach einem kompletten Neuaufbau des Kaders wurde als Saisonziel der Wiederaufstieg in die Oberliga Rheinland-Pfalz/Saar ausgegeben. Die Hinrunde schloss Kasal mit seinem Verein auf dem 5. Tabellenplatz ab. Durch gezielte Nachverpflichtungen und einer anschließenden erfolgreichen Rückrunde konnte am vorletzten Spieltag die Tabellenführung übernommen werden. Mit einem Vorsprung von nur einem Punkt vor der zweitplatzierten SG 2000 Mülheim-Kärlich erreichte Kasal mit seiner Mannschaft in der Folge den Wiederaufstieg in die Oberliga Rheinland-Pfalz/Saar.
Im Juni 2025 verlängerte Kasal seinen Vertrag beim FC Cosmos Koblenz für die Saison 2025/2026 in der Oberliga Rheinland-Pfalz/Saar.

## Erfolge als Spieler
VfR Mannheim
- 2010/2011: Aufstieg in die Oberliga Baden-Württemberg

SSV Jahn Regensburg
- 2011/2012: Aufstieg in die 2. Bundesliga

## Erfolge als Trainer

### FC Cosmos Koblenz
- 2024/2025: Aufstieg in die Oberliga Rheinland-Pfalz/Saar